# Бекишевское сельское поселение
Бекишевское се́льское поселе́ние — муниципальное образование в Тюкалинском районе Омской области Российской Федерации.
Административный центр — село Бекишево.

## История
Статус и границы сельского поселения установлены Законом Омской области от 30 июля 2004 года № 548-ОЗ «О границах и статусе муниципальных образований Омской области».

## Население
| 2010 | 2011  | 2012  | 2013  | 2014 | 2015 | 2016 |
| ---- | ----- | ----- | ----- | ---- | ---- | ---- |
| 1071 | ↘1068 | ↘1056 | ↘1017 | ↘987 | ↘981 | ↘965 |
| 2017 | 2018  | 2019  | 2020  | 2021 | 2023 |      |
| ↘961 | ↘956  | ↘920  | ↘889  | ↘754 | ↘710 |      |

## Состав сельского поселения
| № | Населённый пункт | Тип населённого пункта       | Население |
| - | ---------------- | ---------------------------- | --------- |
| 1 | Бекишево         | село, административный центр | ↗552      |
| 2 | Гуровка          | деревня                      | ↘92       |
| 3 | Максимовка       | деревня                      | ↘272      |
| 4 | Оброскино        | посёлок                      | 212       |